# Bebe Wood
Bebe Wood es una actriz estadounidense. Es conocida por sus papeles de Shania en la serie de televisión de NBC The New Normal, como Shannon en la serie de televisión dd ABC The Real O'Neals, y como Lake Meriwether en la serie original de Hulu Love, Victor.

## Primeros años
Wood nació en Kansas City, Misuri. Ella ha dicho que quería ser actriz desde que tenía 3 años y actuó en su primer programa de televisión cuando tenía 10 años.

## Filmografía

### Películas
| Año  | Título                                    | Papel              | Notas         |
| ---- | ----------------------------------------- | ------------------ | ------------- |
| 2014 | A Merry Friggin' Christmas                | Vera Mitchler      |               |
| 2021 | Trollhunters: El despertar de los titanes | Shannon Longhannon | Voz           |
| 2024 | Mean Girls                                | Gretchen Wieners   | Posproducción |

### Televisión
| Año       | Título                                     | Papel              | Notas                                                |
| --------- | ------------------------------------------ | ------------------ | ---------------------------------------------------- |
| 2011      | Submissions Only                           | Lizzie Walken      | "The Miller/Hennigan Act" (Temporada 2, episodio 4)  |
| 2012      | 30 Rock                                    | Cat                | "Murphy Brown Lied to Us" (Temporada 6, episodio 18) |
| 2012      | Veep                                       | Student            | "Baseball" (Temporada 1, episodio 6)                 |
| 2012–2013 | The New Normal                             | Shania Clemmons    | Protagonistas                                        |
| 2013–2014 | See Dad Run                                | Amanda Sullivan    | 4 episodios                                          |
| 2014      | About a Boy                                | Katie              | "About a Kiss" (Temporada 1, episodio 9)             |
| 2015      | Wet Hot American Summer: First Day of Camp | Joven Abby         | "Lunch" (Temporada 1, episodio 2)                    |
| 2016–2017 | The Real O'Neals                           | Shannon O'Neal     | Protagonista                                         |
| 2016–2018 | trollhunters: Tales of Arcadia             | Shannon Longhannon | Voz; 4 episodios                                     |
| 2018      | American Housewife                         | Ellen              | "Blondetourage" (Temporada 2, episodio 11)           |
| 2018–2019 | 3Below: Tales of Arcadia                   | Shannon Longhannon | Voz; 9 episodios                                     |
| 2020–2022 | Love, Victor                               | Lake Meriwether    | Protagonista                                         |
| 2020      | wizards: Tales of Arcadia                  | Shannon Longhannon | Voz; "Wizard Underground" (episodio 8)               |